# 汉阳郡 (唐朝)
汉阳郡，中国唐朝时设置的郡。
唐玄宗天宝元年（742年），改沔州置汉阳郡。治所在汉阳县（今湖北省武汉市汉阳区翠微街道）。下辖汉阳县、汊川县（今湖北省汉川市马口镇）。唐肃宗乾元元年（758年）复改为沔州。
唐朝汉阳郡太守
- 崔士同（天宝年间）
- 王忠嗣（747年—748年）
- 李齐物（749年—753年）
- 鲜于仲通（753年—755年）